# Jules Deligny
Jules Deligny – francuski zapaśnik walczący w stylu wolnym. Olimpijczyk z Antwerpii 1920, gdzie zajął ósme miejsce w wadze lekkiej.

## Letnie Igrzyska Olimpijskie 1920
| Konkurencja        | Rundy eliminacyjne    | Klas. końcowa |
| Konkurencja        | 1/8                   | Miejsce       |
| ------------------ | --------------------- | ------------- |
| 67,5 kg styl wolny | Kalle Anttila (FIN) P | 8.            |